# Route nationale 408
Pour les articles homonymes, voir Route 408.
La route nationale 408 ou RN 408 était une route nationale française reliant Étain à Toul. Après les déclassements de 1972, elle est devenue RD 908.
Voir le tracé de la RN408 sur GoogleMaps

## D'Étain à Toul D 908
- Étain (km 0)
- Braquis (km 5)
- Ville-en-Woëvre (km 8)
- Fresnes-en-Woëvre (km 13)
- Hannonville-sous-les-Côtes (km 20)
- Saint-Maurice-sous-les-Côtes (km 23)
- Billy-sous-les-Côtes (km 25)
- Hattonville (km 28)
- Vigneulles-lès-Hattonchâtel (km 32)
- Heudicourt-sous-les-Côtes (km 35)
- Buxières-sous-les-Côtes (km 38)
- Buxerulles (km 39)
- Woinville (km 40)
- Varnéville (km 43)
- Gironville-sous-les-Côtes (km 53)
- Jouy-sous-les-Côtes (km 59)
- Boucq (km 64)
- Lagney (km 70)
- Écrouves (km 76)
- Toul (km 77)